# Sexy Voice and Robo
Sexy Voice and Robo (セクシーボイスアンドロボ Sekushī Boisu Ando Robo?) es un manga seinen creado e ilustrado por Iō Kuroda. Originalmente fue serializado en la revista de manga semi-alternativa Ikki entre 2000 y 2003, y también ha sido publicado en todo el mundo, incluso en Norteamérica por Viz Media y España por Ponent Mon. En 2007, se adaptó a un drama de televisión japonés de acción en vivo, que se emitió todos los martes en Nippon TV entre abril y junio de 2007, abarcando un total de 11 episodios. El manga ganó un Gran Premio en el Festival de Arte de Japón de 2002, y ha recibido elogios de la crítica en todo el mundo.
Sexy Voice and Robo está actualmente sin terminar. En su blog, Kuroda afirma que tiene la intención de escribir más algún día, pero que está demasiado ocupado.

## Trama
La historia trata sobre las aventuras de una niña de 14 años llamada Nico Hayashi (林二湖 Hayashi Niko?)  que usa su talento para cambiar y alterar su voz para manipular a los hombres por teléfono que quieren participar en enjo kōsai. A través de esto, ella aprende mucho sobre la naturaleza humana y adquiere una gran comprensión de las personas a través de sus voces. Un viejo gánster se da cuenta de su talento y decide contratarla para resolver varios casos. Mientras Nico está en su primer caso, se encuentra con un hombre geek llamado Sudō Iichirō (須藤威一郎 Sudō Iichirō?), que tiene una obsesión con los modelos de juguetes robot. Esta obsesión que lleva a Nico a llamarlo "Robo", y los dos se convierten en un equipo poco probable. Después de completar su primer caso, Nico se proclama a sí misma como "Voz sexy" y sobreviene una variedad de aventuras cortas y poco vinculadas basadas en personajes.

## Drama televisivo
El 24 de enero de 2007, se anunció que Sexy Voice y Robo se convertirían en un drama de televisión de acción en vivo, con Kenichi Matsuyama y Suzuka Ohgo.

### Reparto
- Kenichi Matsuyama como Iichiro Sudo (Robo)
- Suzuka Ohgo como Niko Hayashi
- Eri Murakawa (村川絵梨 'Murakawa Eri'?)  como Kazumi Hayashi
- Yoshinori Okada (岡田義徳 'Okada Yoshinori'?)  como Hideyoshi Nanashi
- Ruriko Asaoka como Maki Makyouna
- Shin'ya Tsukamoto como Takeo Hayashi
- Hairi Katagiri (片桐はいり 'Katagiri Hairi'?)  como Yukie Hayashi

### Invitados
- Shido Nakamura como Mikkabōzu (ep1 y ep11)
- Jun Murakami como Gotō (ep2)
- Yuu Kashii como Tsukiko Yamano (ep3)
- Miwako Ichikawa como Yoshiko Usami (ep4)
- Tomoka Kurokawa (黒 川 智 花) como Rei (ep5)
- Noriko Iriyama (入 山 法子) como Mika (ep5)
- Riisa Naka (仲 里 依 紗) como Eri (ep5)
- Horan Chiaki (ホ ラ ン 千秋) como Yumiko (ep 5)
- Yukina Takase (高 瀬 友 規 奈) como Tomoe (ep5)
- Haruka Kinami (木 南 晴 夏) como Manami (ep5)
- Ryō como ZI (ep6)
- Kayoko Shiraishi (白石 加 代 子) como la madre de Robo (ep6)
- Shigemitsu Ogi (小木 茂 光) como Manabu (ep6)
- Moro Morooka (モ ロ 師 岡) como Hanbāgu (ep7)
- Satomi Kobayashi como Teruko (eps 8-9)
- Masako Motai (も た い ま さ こ) como Megumi (eps 8-9)
- Rie Tomosaka como Emiri (eps 8-9)
- Eisuke Sasai (篠井英介) como Kon Shinoda (EP10)

## Otras lecturas
- Finnegan, Erin (10 de septiembre de 2006). «Manga Recon, September 2006». Pop Culture Shock (en inglés). Archivado desde el original el 14 de octubre de 2009.
- Pine, Jarred (1 de agosto de 2005). «Sexy Voice and Robo Vol. #01». Demand Media. Archivado desde el original el 19 de diciembre de 2013.
- Santos, Carlo (30 de diciembre de 2005). «Sexy Voice and Robo (manga)».
- Sizemore, Ed (14 de febrero de 2010). «Sexy Voice and Robo». Manga Worth Reading. Archivado desde el original el 14 de julio de 2014.
- Tan, Charles. «Sexy Voice and Robo 1». Comics Village. Archivado desde el original el 5 de junio de 2008.
- Pine, Jarred. «Volume #7: Sexy Voice and Robo by Iou Kuroda». Internet Archive.